# Марія Шрайвер
Марія Овінгс Шрайвер (англ. Maria Owings Shriver; нар. 6 листопада 1955) — американська журналістка, письменниця, акторка, ведуча новин, адвокатка та феміністка. Співведуча Літніх Олімпійських ігор 1988 року на каналі NBC. За вклад у галузі ЗМІ удостоєна Премії Пібоді. Перша леді Каліфорнії за губернаторства Арнольда Шварценеггера, членкиня сім'ї Кеннеді.

## Життєпис
Народилася 6 листопада 1955 року в Чикаго, Іллінойс, у родині Юніс Кеннеді Шрайвер та Сарджента Шрайвера. Закінчила Мангеттенвілль коледж та Джорджтаунський університет.
Шрайвер розпочала журналістську кар'єру на каналі CBS KYW-TV і недовго була ведучою ранкових новин CBS, після чого приєдналася до NBC News у 1986 році. Після того ведення вихідних випусків Today Show та NBC Nightly News стала кореспонденткою програми Dateline NBC, яка також висвітлювала політику. Після звільнення з NBC News у 2004 році, щоб зосередитися на ролі першої леді Каліфорнії, повернулася у 2013 році як спеціальна ведуча. 
За свої репортажі на NBC Марія Шрайвер отримала премію Пібоді в 1998 році і була співведучою висвітлення Літніх Олімпійських ігор 1988 року, які отримали премію Еммі.
Одружилася з Арнольдом Шварценеггером, народила чотирьох дітей: Кетрін, Патріка, Крістофера і Крістіну.
Належить до Демократичної партії США, сповідує католицтво.

## Активізм
Після того, як стало відомо, що Кейт Мідолтон хвора на рак, Марія Шрайвер підтримала її, "Треба молитися за неї і залишити її у спокої".

Разом із чоловіком підтримує Україну і засуджує російське вторгнення.